# Chlorure d'holmium(III)
Le chlorure d'holmium(III) ou trichlorure d'holmium est un composé inorganique de l'holmium et du chlore, de formule HoCl3. 

## Propriétés
Le chlorure d'holmium(III) anhydre tout comme sa forme hexahydratée se présente sous la forme d'une poudre jaune clair, soluble dans l'eau. L'hexahydrate commence à libérer son eau de cristallisation à 64 °C.
Le chlorure d'holmium(III) possède une structure cristalline monoclinique de groupe d'espace C2/m (no 12), semblable à celle du chlorure d'aluminium ou du chlorure de thulium(III), dans laquelle les ions holmium ont une géométrie octaédrique,.

## Synthèse
Le chlorure d'holmium peut être obtenu par réaction entre l'oxyde d'holmium(III) et le chlorure d'ammonium vers 200-250 °C :
Ho2O3 + 6 NH4Cl → 2 HoCl3  + 6 NH3 + 2 H2O
La forme hexahydrate peut être obtenue par réaction entre l'holmium métallique et l'acide chlorhydrique. On peut obtenir l'anhydre par réaction avec le chlorure de thionyle.
2 Ho + 6 HCl → 2 HoCl3 + 3 H2

## Utilisation
Le chlorure d'holmium(III) est un intermédiaire dans la production d'holmium métallique.